# 1998 en rugby à XV
Cette page présente les faits marquants de l'année 1998 en rugby à XV : les principales compétitions et évènements liés au rugby à XV et rugby à sept ainsi que les décès de grandes personnalités de ces sports.

## Événements

### Janvier
- 31 janvier : Bath Rugby remporte la Coupe d'Europe face au CA Brive, 19-18[1].

### Février
- 1er février : Bouclier européen - US Colomiers (France) 43-5 SU Agen (France)[2].

### Mars
- Tournoi des cinq nations 1998

### Avril
- 5 avril : le XV de France enlève le Tournoi des Cinq Nations en signant un second grand chelem consécutif[3].
  - Article détaillé : Tournoi des cinq nations 1998.

### Mai
- 1er au 16 mai, Coupe du monde de rugby à XV féminin 1998 aux Pays-Bas : la Nouvelle-Zélande dispose des États-Unis 44 à 12 en finale.
- 16 mai, Championnat de France : le Stade français s'impose en finale 34-7 contre l'USA Perpignan[4].
- 30 mai : les Canterbury Crusaders remportent le Super 12 1998, après une finale gagnée face aux Auckland Blue[5].
- ? mai : vingt-deuxième édition de la Coupe Ibérique. Les Portugais de l'AA Coimbra l'emportent 18-16 face aux Espagnols de l'UE Santboiana.

### Août
- 22 août : le Tri-nations 1998 est remporté pour la première fois par l'Afrique du Sud qui gagne ses quatre matchs[6].